# 劍魚座WZ
劍魚座WZ，又名CP-63 420，HD 33684、SAO 249198、HR 1695，是劍魚座的一颗恒星，视星等为5.2，位于銀經273.25，銀緯-35.61，其B1900.0坐标为赤經5h 6m 47s，赤緯-63° -35.61′ 32″。